# Vadim Glowna

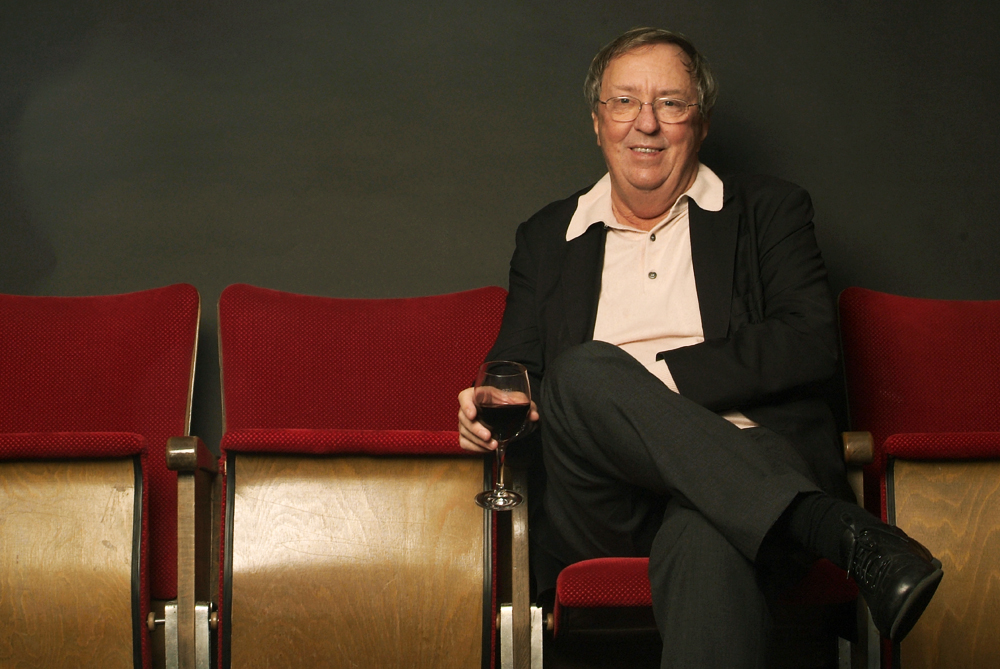
Vadim Glowna en noviembre de 2006 en el Festival de cine Biberach

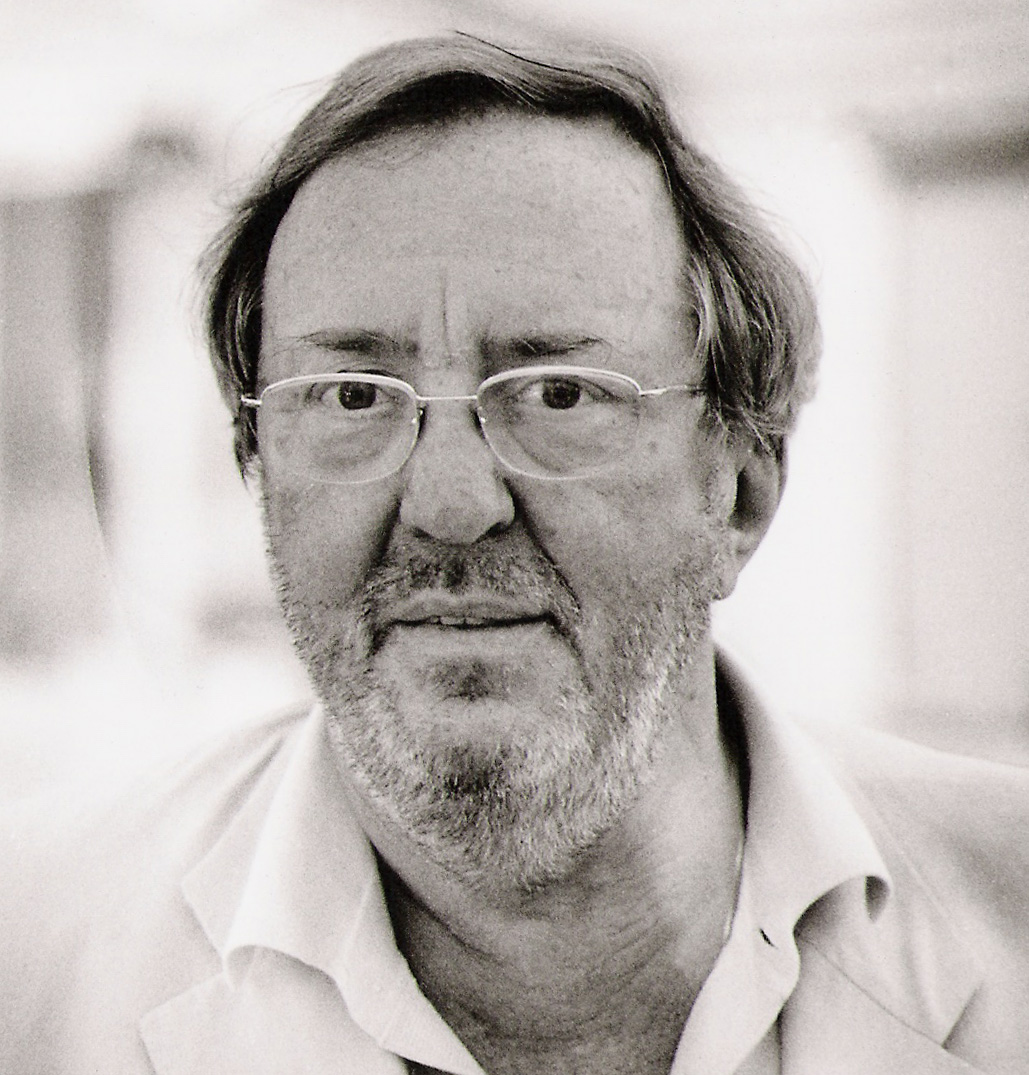
Vadim Glowna en junio de 2007 en Ludwigshafen

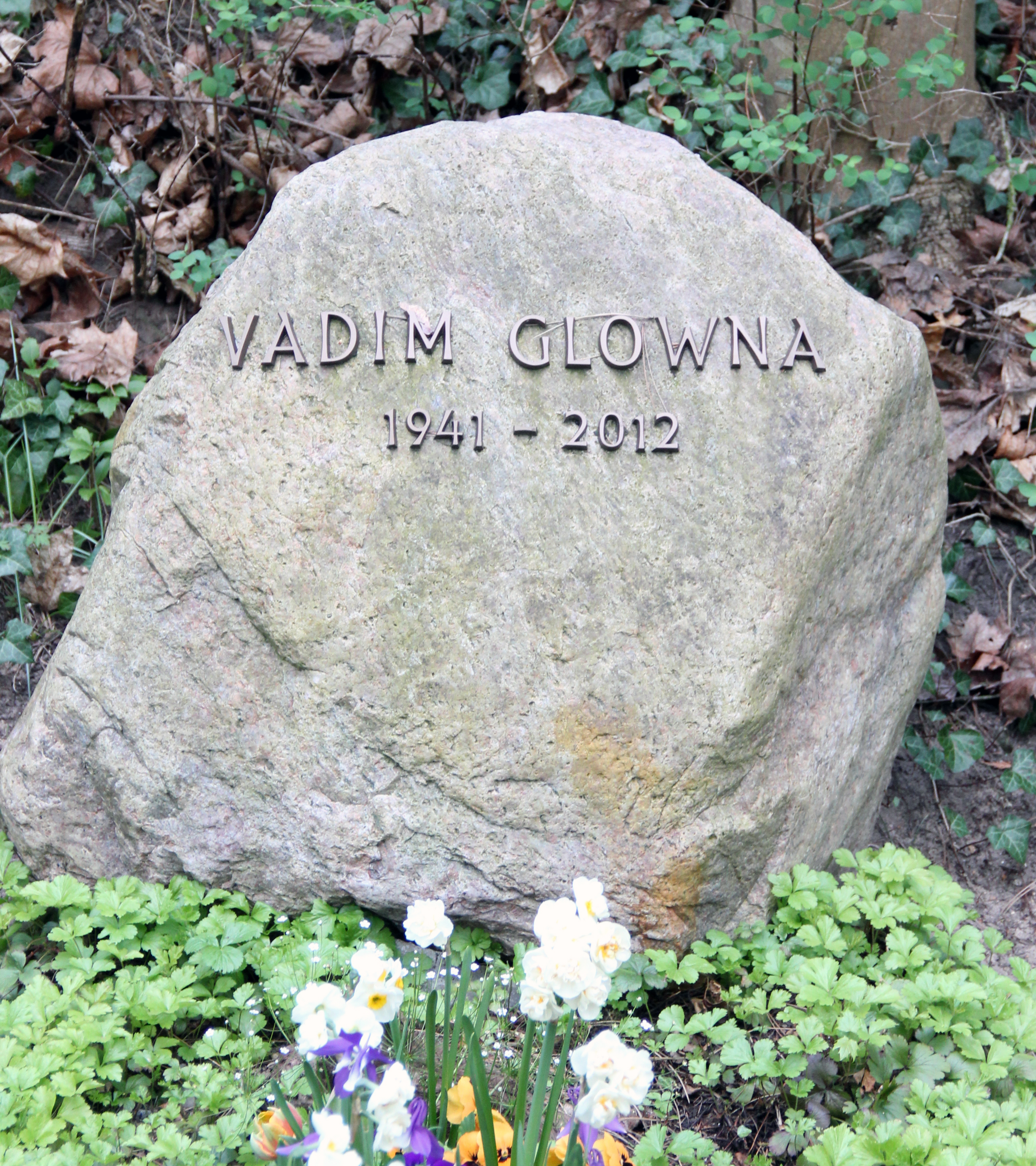
Tumba de Glowna en el Cementerio Friedhof Heerstraße, en Berlín

Vadim Glowna (26 de septiembre de 1941 - 24 de enero de 2012) fue un actor, director, guionista y productor cinematográfico y televisivo alemán.

## Biografía
Nacido en Eutin, Alemania nazi, Glowna se crio en Hamburgo tras la separación de sus padres. Su apellido Glowna, polaco, procede de su padrastro, que primero trabajó como capitán de barco y en la posguerra como piloto de Lufthansa. Interrumpió estudios de teología y trabajó como marino, botones, músico de batería, taxista y periodista, hasta que finalmente decidió asistir a una escuela de teatro. Consiguió trabajar en la temporada 1962/63 con un papel en el cuento de hadas Es war einmal representado en el Hamburger Schauspielhaus. Glowna fue entonces descubierto por el director teatral Kurt Hübner, que lo promovió al Theater am Goetheplatz de Bremen. En la temporada 1972/73 actuó de nuevo en Hamburgo en tres producciones bajo la dirección de Claus Peymann, Niels-Peter Rudolph y Dieter Giesing.
Desde mediados de los años 1960 Glowna trabajó en más de 160 producciones cinematográficas y televisivas, con artistas de la talla de Romy Schneider y Claude Chabrol. Su debut como director tuvo lugar en 1981 con la película Desperado City, por la cual fue premiado en el Festival de Cannes de ese año.
En 1980 Glowna fundó junto a Vera Tschechowa, con la que estaba entonces casado, la productora Atossa-Film. La pareja se había casado en 1967 y se divorciaron en 1991. Vivieron muchos años en Múnich, y Glowna adoptó al hijo de Tschechowa, el compositor cinematográfico Nikolaus Glowna. En el año 2000 fue nombrado profesor de dirección de la Academia de Bellas Artes de Düsseldorf. Más adelante se mudó a vivir a Berlín.
En noviembre de 2006 se estrenó el primer largometraje dirigido por Glowna en los últimos 14 años, Das Haus der schlafenden Schönen, basado en el libro Die schlafenden Schönen, de Yasunari Kawabata. El proyecto fue inspirado por su amigo, el escritor Bodo Kirchhoff. Glowna escribió el guion, dirigió y produjo el film, e interpretó el papel principal. En la cinta actuaban también Maximilian Schell y Angela Winkler.
En septiembre de 2006 Ullstein Verlag publicó Der Geschichtenerzähler – Erinnerungen, las memorias de Glowna. Una de las últimas actuaciones del cineasta tuvo lugar en el telefilm Bloch: Der Fremde, que se emitió el 20 de junio de 2012 en la cadena Das Erste.
Vadim Glowna falleció en enero de 2012, a los 70 años de edad, en Berlín, a causa de una diabetes mellitus. Fue enterrado en el Cementerio Waldfriedhof Heerstraße de Berlín (Grab-Nr. 8D).

## Premios y distinciones
Festival Internacional de Cine de Cannes
| Año  | Categoría   | Película       | Resultado |
| ---- | ----------- | -------------- | --------- |
| 1981 | Caméra d'or | Desperado City | Ganador   |

Festival Internacional de Cine de Berlín
| Año  | Categoría        | Película            | Resultado |
| ---- | ---------------- | ------------------- | --------- |
| 1983 | Mención especial | Dies rigorose Leben | Ganador   |

- 1982 : Gilde-Filmpreis de oro por Desperado City
- 2000 : Premio de la crítica cinematográfica alemana por su actuación en Die Unberührbare
- 2011 : Bremer Stadtmusikantenpreis

## Filmografía

### Director (selección)

#### Cine
- 1978 : Das verschollene Inka-Gold (dirección junto a Walter Ulbrich)
- 1981 : Desperado City
- 1983 : Dies rigorose Leben
- 1984 : Tschechow in meinem Leben
- 1987 : Des Teufels Paradies
- 1990 : Eines Tages irgendwann
- 1992 : Der Brocken
- 2006 : Das Haus der schlafenden Schönen
- 2007 : Seven Heroes

Glowna también escribió el guion de casi todos los largometrajes mencionados.

#### Televisión
- 1976 : Derrick (serie TV), episodio Schock
- 1993 : Tatort, episodio Bauernopfer (también guion)
- 1995 : Eine Frau wird gejagt (telefilm)
- 1998 : Der Schnapper – Blumen für den Mörder (telefilm)

Además fue director en producciones como Peter Strohm (1996), Siska (6 episodios entre 1998 y 2008) y Der Alte (18 episodios entre 1996 y 2010).

### Actor

#### Cine (selección)
- 1943 : Immensee - Ein deutsches Volkslied
- 1968 : Liebe und so weiter
- 1971 : Die Tote aus der Themse
- 1975 : Warum bellt Herr Bobikow
- 1976 : Police Python 357
- 1976 : Die Brüder
- 1977 : Steiner – Das Eiserne Kreuz
- 1977 : Gruppenbild mit Dame
- 1977 : Der Hauptdarsteller
- 1978 : Der Schneider von Ulm
- 1978 : Deutschland im Herbst
- 1979 : Die Mars-Chroniken
- 1979 : Bloodline
- 1980 : Death Watch – Der gekaufte Tod
- 1982 : Feine Gesellschaft – beschränkte Haftung
- 1984 : Ediths Tagebuch
- 1984 : Ein Jahr der ruhenden Sonne
- El año del sol tranquilo  (Rok spokojnego słońca) (1984)
- 1988 : Drei D
- 1989 : Siete minutos para morir
- 1992 : Die Lügnerin
- 2000 : Die Unberührbare
- 2000 : Kalt ist der Abendhauch
- 2001 : Viktor Vogel – Commercial Man
- 2001 : Suck My Dick
- 2002 : Baader
- 2003 : Der alte Affe Angst
- 2003 : Mein Name ist Bach
- 2004 : Agnes und seine Brüder
- 2005 : Mutterseelenallein
- 2006 : Vier Minuten
- 2006 : Lapislazuli – im Auge des Bären
- 2006 : Das Haus der schlafenden Schönen
- 2008 : Gonger – Das Böse vergisst nie
- 2010 : Hitler’s Grave
- 2010 : Der letzte Weynfeldt
- 2012 : Ins Blaue

#### Televisión (selección)
Además, tuvo actuaciones en producciones como Der Alte, Ein Fall für zwei, Rosa Roth, Die Männer vom K3, Der letzte Zeuge, Polizeiruf 110 y Nachtschicht.

#### Radio y audiolibros (como locutor)
- 1997 : Drei Mörder (radioteatrol de Dietmar Bittrich), con Christian Redl, Ulrich Pleitgen y Holger Rink
- 1999: Das Bild (audiolibro a partir de Stephen King)
- 2000 : Die Päpstin (radioteatro a partir de la novela de Donna Woolfolk Cross, con Angelica Domröse, Hilmar Thate y Thomas Holtzmann)
- 2001 : Ringkampf (radioteatro de Thea Dorn, con Margit Bendokat y Wolfgang Michael)
- 2002 : Elementarteilchen (radioteatro a partir del libro de Michel Houellebecq, con Blixa Bargeld, Michael Tregor, Lena Stolze y Horst Mendroch)
- 2003 : König Sufus und das Wunderhuhn (radioteatro de Tankred Dorst, con Alina Gilitschenski)
- 2004 : Die kleine Klokröte (radioteatro de Jan Jepsen, con Julia Hummer)
- 2005 : Morgen und Abend (radioteatro de Jon Fosse, con Peter Fitz)
- 2005 : Malibu (radioteatro de Leon de Winter, con Christian Redl y Hans Peter Hallwachs)
- 2008 : POKE (radioteatro de Evrim Sen y Denis Moschitto)
- 2009 : Angst hat keine Augen (radioteatro de Roswitha Quadflieg)
- 2010 : Atemschaukel (radioteatro a partir de una novela de Herta Müller)

#### Libros
- Desperado City. Wie ein Film entsteht. Hanser, Múnich 1981, ISBN 3-446-13301-1.
- Der Geschichtenerzähler. Erinnerungen. Ullstein, Berlín 2006, ISBN 3-550-07859-5.